# Uxin-Banner

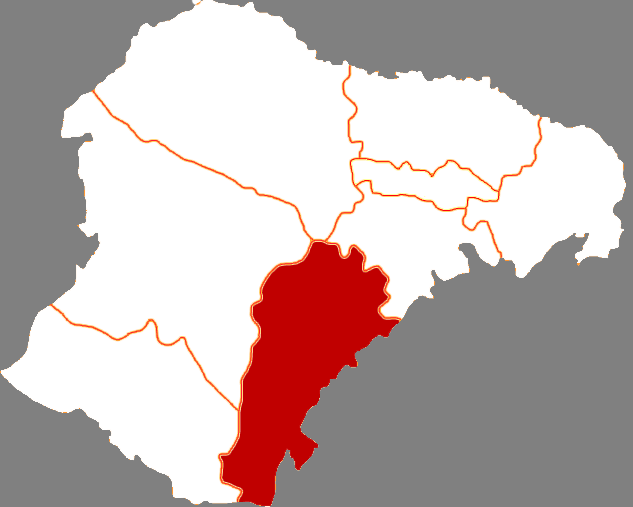
Lage des Uxin-Banners in Ordos

Das Uxin-Banner (chinesisch 乌审旗, Pinyin Wūshěn Qí; mongolisch: ᠦᠦᠰᠢᠨ ᠬᠣᠰᠢᠭᠤ Üüsin qosiɣu) ist ein Banner (Verwaltungseinheit) der bezirksfreien Stadt Ordos im Südwesten des autonomen Gebietes Innere Mongolei im mittleren Norden der Volksrepublik China. Es hat eine Fläche von 11.645 km² und zählt 100.000 Einwohner (2004). Sein Hauptort ist die Großgemeinde Galut (嘎鲁图镇).